# Obere Röth
Obere Röth ist ein Gemeindeteil der kreisfreien Stadt Bayreuth im bayerischen Regierungsbezirk Oberfranken. Obere Röth liegt in der Gemarkung Colmdorf.

## Geografie
Die ehemalige Einöde ist in der Bayreuther Ortsstraße Obere Röth aufgegangen. Sie befindet sich unmittelbar nördlich von dem Schulkomplex (Albert-Schweitzer-Mittelschule, Fach- und Berufsoberschule, Berufsschule I und II). Unmittelbar östlich verläuft die Bundesautobahn 9.

## Geschichte
Röth gehörte zur Realgemeinde Colmdorf. Gegen Ende des 18. Jahrhunderts bestand Röth aus einem Anwesen. Die Hochgerichtsbarkeit stand dem bayreuthischen Stadtvogteiamt Bayreuth zu. Das bayreuthische Amt St. Johannis war Grundherr des Tropfhauses.
Von 1797 bis 1810 unterstand der Ort dem Justiz- und Kammeramt Bayreuth. Mit dem Gemeindeedikt wurde Obere Röth dem 1812 gebildeten Steuerdistrikt Sankt Johannis und der zugleich gebildeten Ruralgemeinde Colmdorf zugewiesen. Am 1. April 1939 wurde Obere Röth nach Bayreuth eingegliedert.

### Einwohnerentwicklung
| Jahr      | 001822 | 001861 | 001871 | 001885 | 001900 | 001925 | 001950 | 001961 | 001970 | 001987 |
| Einwohner | *      | 15     | 20     | 20     | 12     | 7      | 9      | 6      | 7      | †      |
| Häuser    | *      |        |        | 1      | 1      | 1      | 1      | 1      |        | †      |
| Quelle    | [ 5 ]  | [ 7 ]  | [ 8 ]  | [ 9 ]  | [ 10 ] | [ 11 ] | [ 12 ] | [ 13 ] | [ 14 ] | [ 15 ] |

## Religion
Obere Röth ist evangelisch-lutherisch geprägt und nach St. Johannis gepfarrt.